# アルベルト・ダルマウ
アルベルト・ダルマウ・マルティネス（Albert Dalmau Martinez, 1992年3月16日 - ）は、スペイン・ジローナ出身のサッカー選手。ポジションはDF。

## 経歴
2009-10シーズンより、FCバルセロナのカンテラ最上位であるFCバルセロナBに昇格を果たす。このシーズン前のトップチームによるイギリス遠征に帯同を許され、この中でチームが参加したウェンブリー・カップ第二戦のアル・アハリ戦では後半早々に途中出場している。
同世代であるマルティン・モントヤとはポジションも同じであり、比較対象とされることが多い。モントヤが2008-09シーズンをフニベルAで過ごしたのに対し、ダルマウはフニベルBでシーズン大半を過ごしており、Bチームへ昇格した際もモントヤがレギュラーであった。
2011年に契約満了となり、バレンシアCF・メスタージャに2年契約で加入。後々のトップチーム定着が期待されたが、思うような結果は残せないまま契約満了となり、その後、2013年8月31日、2部BのカディスCFに加入した。

## 所属クラブ
- FCバルセロナB 2009-2011
- バレンシアCF・メスタージャ 2011-2013
- カディスCF 2013-2014
- CDルーゴ 2014-2015
- コルドバCF 2015-2016
- エルクレスCF 2016-2017
- アトレティコ・レバンテUD 2017